# Tutta la verità (film 1958)
Tutta la verità (The Whole Truth) è un film del 1958 diretto da John Guillermin.

## Trama
Un produttore cinematografico inglese, Max Poulton, dopo un litigio violento con sua moglie Carol parte per la Francia dove si sta girando una pellicola di sua produzione. Durante le riprese l'uomo ha un'avventura con Gina Bertini, la protagonista; da Londra poi arrivano sia Carol che Carliss, il gelosissimo marito di Gina, il quale, scopre il tradimento e la uccide facendo ricadere tutti i sospetti sul produttore che non ha un alibi. Sarà proprio Carol a scagionarlo ma anche a correre i rischi peggiori.

## Tagline
Murder on the Rocks (Delitto sulle rocce)